# Æ
Æ ، æ یک نویسه‌واره در الفبای لاتین و الفبای سیریلیک است. در زبان‌های اروپایی این نویسه‌واره را اَش یا اسک می‌خوانند. در اصل این نویسه‌واره آمیزه‌ای از دو حرف a و e در زبان لاتین و نشان‌دهندهٔ واکه‌ای مرکب است. همچنین در الفباهای زبان‌های دانمارکی، نروژی، ایسلندی، فاروئی و آسی Æ حرف مستقلی است. همچنین در نویسه‌گردانی الفبای لاتین انگلیسی باستان از آن برای نشان دادن حرف رونی  کاربرد دارد.